# 280P/Larsen
280P/Larsen, komet Jupiterove obitelji. 